# Metaszeméma
A metaszeméma retorikai alakzat, a neoretorikában a metabolák egyik típusa, a szó jelentéstani változásainak gyűjtőneve. Olyan jelentésmódosítás, amelyben a szó eredeti jelentésének egy része megmarad. Az alakzatokat a szémák (jelentéselemek) rendjének megváltoztatása hozza létre, elsősorban egy adott szövegkörnyezetben jutnak érvényre (szemantikai izotópia).